# Elias Davidovitch
Elias Davidovich (Rússia, 18 de maio de 1908  – 1998), foi um médico e tradutor de origem russa, naturalizado brasileiro.
Em 1933, fez parte de um grupo de médicos responsáveis pela tradução das obras de Sigmund Freud, ao lado de Odilon Gallotti, Porto-Carrero e Moysés Gikovate. Essa equipe traduziu mais de 50 títulos ao longo da década de 1930.

## Dados biográficos
Elias era filho de Jacob Davidovich e Clara Gerza. Nascido na Rússia, foi naturalizado brasileiro em 1937.

## Obra
- Uns homens que eram deuses (novelas), Rio de Janeiro: Editora Vecchi, 1939.

## Traduções
- Afrodite (Aphrodite), de Pierre Louÿs, Ediouro, 1991.
- Uma Vida, Guy de Maupassant, Coleção Clássicos de Bolso, Ediouro Publicações.
- Fernão de Magalhães: história da primeira circumnavegação, Stefan Zweig. Editora Guanabara, 1938/ Editora Delta, 1956 (Obras completas de Stefan Zweig, volume 11, tomo XI)
- Freud e Tolstói, Stefan Zweig. Editora Guanabara Koogan, 1935.
- Obras completas de Sigmund Freud, Editora Delta.
- Galeria Delta de Pintura Universal, Marco Valsecchi (diretor). Rio de Janeiro: Editora Delta, 1974,
- August Forel: Memórias. Biografia. Porto Alegre: Globo, 1985.
- Rudin (Rudin), Ivan Turgueniev
- A luta pela paz, Golda Meir. Editora Delta, 1965.
- Manon, Abade Prévost. Rio: Coleção Benjamim Costallat, 1934.
- Três paixões, Stefan Zweig; tradução de Odilon Gallotti & Elias Davidovich. Porto: Livraria Civilização. Editora Delta (Obras completas de Stefan Zweig, volume 5, tomo XVI)
- Crime e Castigo, de Fiódor Dostoiévski. Trad. revista por Elias Davidovitch. Rio de Janeiro, Guanabara, 1936.
- Ensaio sobre o burguês, de Fiódor Dostoiévski. Rio de Janeiro, Pongetti, s/d.
- Os pobres diabos, de Fiódor Dostoievski. Rio de Janeiro, Flores e Mano, 1932.
- O tyrano, de Fiódor Dostoiévski. Ed. Americana (Calvino Filho), 1933. Reeditado como "O Vilarejo". São Paulo: Global Editora, 1984, Coleção Magias.
- Caleidoscópio, Stefan Zweig. Editora Delta (Obras completas de Stefan Zweig, volume 6, tomo VI)
- O Momento Supremo, Stefan Zweig. (Trad. de Medeiros e Albuquerque, Odilon Gallotti e Elias Davidovich). Editora Delta (Obras completas de Stefan Zweig, volume 13, tomo XIII)
- Jeremias, Stefan Zweig. Editora Delta (Obras completas de Stefan Zweig, volume 16, tomo XX)
- O Talmud essencial, Adin Steinsaltz, Editora A. Koogan, 1989
- Os Vegetarianos do Amor (I vegetariani dell'amore), Dino Segri Pitigrilli. Rio de Janeiro: Arturo Vecchi & Freitas Bastos, 1932.
- A casa de Rothschild, Egon Conte Corti. Rio de Janeiro: Editôra Vecchi, 1948, Coleção Vidas Extraordinárias.
- Ultraje ao pudor (Oltraggio al pudore), Dino Segri Pitigrilli. Rio de Janeiro: Arturo Vecchi & Freitas Bastos, 1930.
- Ofício de marido (Il mestiere di marito), Lúcio D’Ambra. Rio de Janeiro: Editora Vecchi, 1939. Coleção Romances, trilogia “Os Romances da Vida a Dois”, nº 1.
- Profissão de Esposa (La professione di moglie), Lúcio D’Ambra. Rio de Janeiro: Editora Vecchi, 1940. Coleção Romances, trilogia “Os Romances da Vida a Dois”, nº 2.
- Accuso! (J’accuse), Emile Zola. Calvino Filho, editor. 1934.
- Casamento Secreto, Dyvonne, Editora Americana, 1930, Coleção Biblioteca Feminina.
- A Sarracena (La Sarrasine), de Germaine Acremant, volume 161 da Coleção Biblioteca das Moças, da Companhia Editora Nacional. Apenas uma edição, em 1956.[5]
- Diagnóstico fisico (Physical diagnosis), Richard Clarke Cabot & F. Denette Adams. Guanabara, 1943.
- Penicilinoterapia (Penicillin therapy), John Albert Kolmer. Gertum Carneiro, 1945. Pref. Raynmundo Moniz de Aragio.
- Novas confissões de um médico de senhoras (The bond between us; the third component), Frederic Morris Loomis. Editora Globo, 1944.
- Minha vida e meus amores (My life and loves), Frank Harris. Meridiano, 1943.
- Duplo assassinato na Rua Morgue, Edgar Allan Poe. Guanabara, s.d.[6]
- Concepção do Universo, Prof. Ludwig Busse. Rio de Janeiro: Atlantida Editora, 1934. Biblioteca de Cultura.